# Semiothisa innotata
Semiothisa innotata là một loài bướm đêm trong họ Geometridae.